# Tuszetia
Tuszetia (gruz. თუშეთი, Tuszeti) – region historyczny w północno-wschodniej Gruzji.

## Geografia

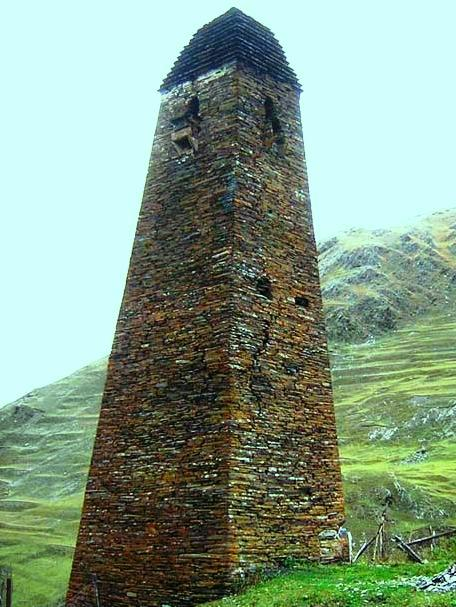
Baszta w Tuszetii

Tuszetia położona jest na północnych zboczach Wielkiego Kaukazu. Od północy i wschodu graniczy z rosyjskimi republikami, odpowiednio Czeczenią i Dagestanem, natomiast od południa i zachodu – z historycznymi regionami Gruzji, odpowiednio Kachetią i Chewsuretią. Obszar zamieszkują głównie Tuszeci, będący gruzińską grupą etniczną.

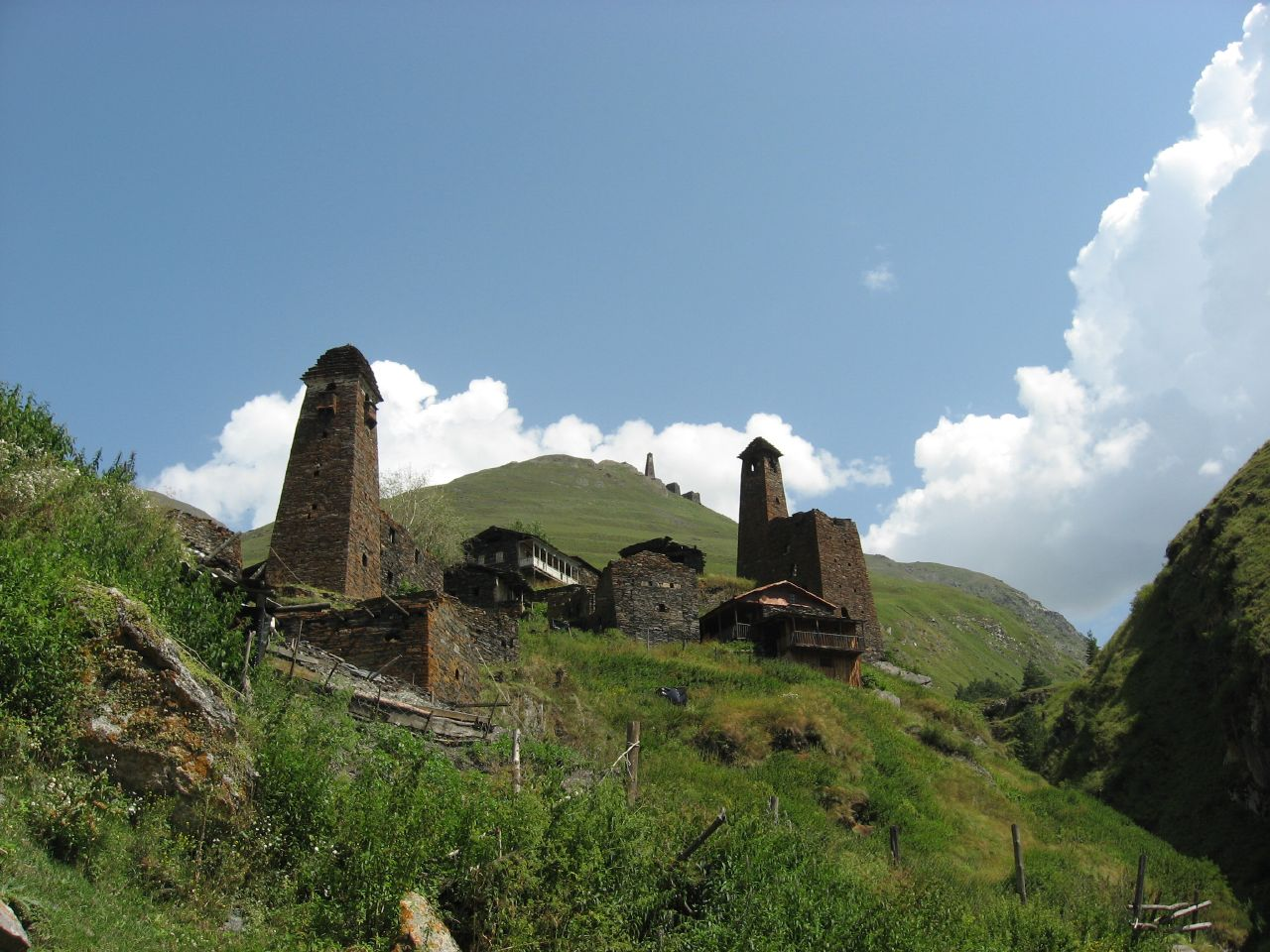
Charakterystyczne wieże w Dartlo, Tuszetia

Zgodnie z podziałem administracyjnym Gruzji Tuszetia znajduje się w gminie Achmeta, która jest z kolei częścią regionu Kachetii. Największą miejscowością w Tuszetii jest Omalo.

## Historia

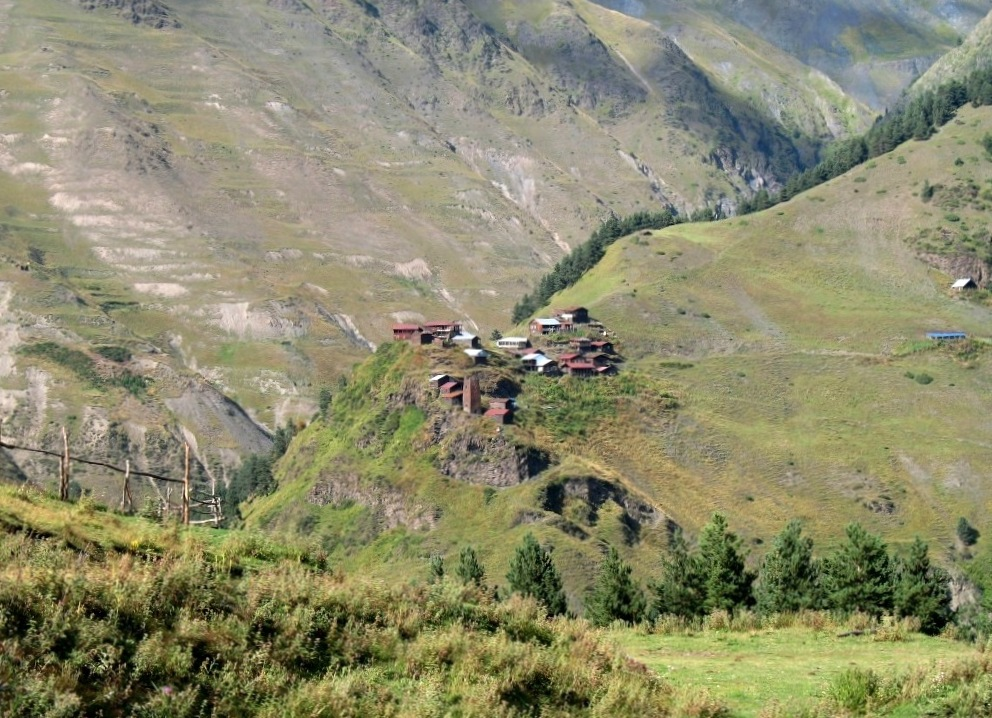
Miejscowość Beghela w Dolinie Gomecari w Tuszetii

Przyjmuje się, że Tuszetię od dawna zamieszkują Tuszeci, gruzińska grupa etniczna, którą można podzielić dalej na ludność mówiącą miejscowym dialektem gruzińskiego (Czagma-Tuszetów) i Bacbów (Cowa-Tuszetów), czyli ludność posługującą się językiem bacbijskim (inaczej cowa-tuszyńskim). Odpowiedź na pytanie kto pojawił się w tym rejonie pierwszy - etniczni Gruzini czy Bacbowie - pozostaje kwestią sporną. O pochodzeniu Bacbów mówią dwie główne teorie mające liczne warianty.
Według jednej z nich Bacbowie są pozostałością po większej grupie ludzi mówiącej po nachsku. Amdżad Dżaimucha przypuszcza, że mogą pochodzić od Kachetów, historycznych mieszkańców Kachetii i Tuszetii (którzy prawdopodobnie nazywali siebie Kabaca). Jednakże pogląd, że Kacheci byli pierwotnie Nachami, podziela niewielu. Gruzińską nazwę na Bacbów, czyli Cowa-Tuszeci, można również (albo zamiast tego) łączyć z Cowatami, historycznym ludem nachskim, który, jak twierdzi gruziński historyk Melikiszwili, rządził Królestwem Sofeńskim i prawdopodobnie został zmuszony do przeniesienia się w region Erebuni, który z Nachami łączą nazwy miejsc i różnorodna historiografia. Jednakże hipotezy łączące Bacbów z ludami zakaukaskimi nie są powszechnie uznawane. 
Druga teoria zakłada, że w XVII w. Bacbowie przedostali się przez Wielki Kaukaz z Inguszetii i ostatecznie osiedlili w Tuszetii, w związku z czym są plemieniem pochodzenia inguszeckiego, któremu narzucono religię chrześcijańską i kulturę gruzińską. 

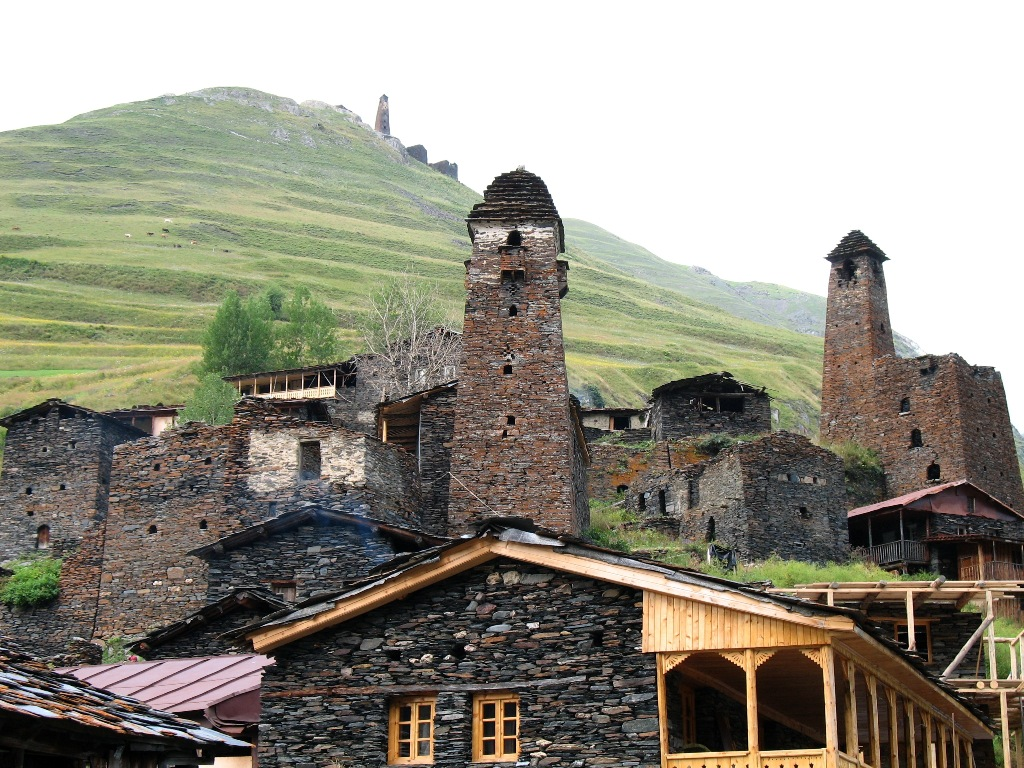
Miejscowość Dartlo, Tuszetia

Lewan, król Kachetii (1520-1574), prawdopodobnie przyznał Bacbom ziemie w dolinie Alwani w zamian za służbę wojskową. Miejscowi Gruzini nazywają bacbijskojęzycznych mieszkańców Tuszetii Cowa-Tuszetami z powodu ich znacznej asymilacji i dwujęzyczności (Bacbowie używają zazwyczaj zarówno gruzińskiego, jak i bacbijskiego). Obecnie po bacbijsku mówi się jedynie w miejscowości Zemo Alwani. 
Bacbowie od dawna uważają siebie za Gruzinów i od pewnego czasu mówią również po gruzińsku. Proces asymilacji Bacbów trwa nadal. Wielu z nich używa dwóch języków, przez co widoczny jest duży wpływ gruzińskiego na bacbijski. Bacbowie należą do Gruzińskiego Kościoła Prawosławnego.
Buntując się przeciw chrystianizacji prowadzonej w latach 30. IV w. n.e. przez króla Miriana III, niektórzy gruzińscy poganie znaleźli schronienie w niezamieszkanych górach na terenie Tuszetii. Później zostali jednak przymusowo nawróceni na chrześcijaństwo i podporządkowani królom Gruzji.
Po upadku zjednoczonego państwa gruzińskiego w XV w. n.e. władzę nad Tuszetią przejęli królowie Kachetii.

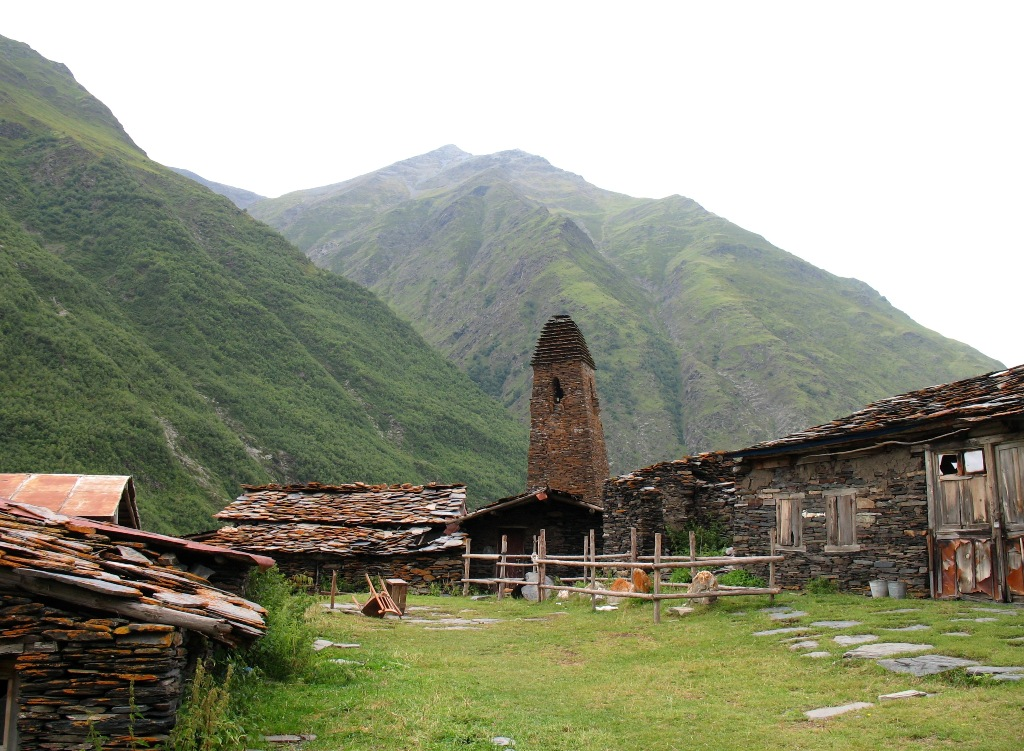
Parsma, Tuszetia

W trakcie niemieckiej inwazji na Związek Radziecki, w latach 1942-1943 wybuchło w Tuszetii niewielkie antyradzieckie powstanie, które wydaje się związane z podobnymi, lecz zakrojonymi na szerszą skalę, wydarzeniami w sąsiedniej Inguszetii.

## Migracja do Kachetii
W pierwszej połowie XIX w. wiele tuszeckich rodzin zaczęło przemieszczać się na południe i zasiedliło nisko położone pola na zachodnim krańcu Kachetii (Ziemia ta należała już do Tuszetów; przez wieki przetrzymywali na niej zimą stada. Nadano ją im w XVII w. w uznaniu za nieocenioną pomoc w pokonaniu perskiej armii w bitwie pod Bachtrioni w 1659 r.).
Jako pierwsi migrację podjęli Bacbowie. Było to spowodowane zniszczeniem jednej z ich najważniejszych wiosek przez osuwisko, które miało miejsce około roku 1830, i wybuchem zarazy. Później zaczęły się też przenosić pozostałe społeczności. Wiele tuszeckich rodzin prowadziło półkoczowniczy tryb życia: mężczyźni spędzali lato (a dokładniej okres od kwietnia do października), wypasając owce wysoko w górach, a zimą trzymali swoje stada w Kachetii.

## Kultura

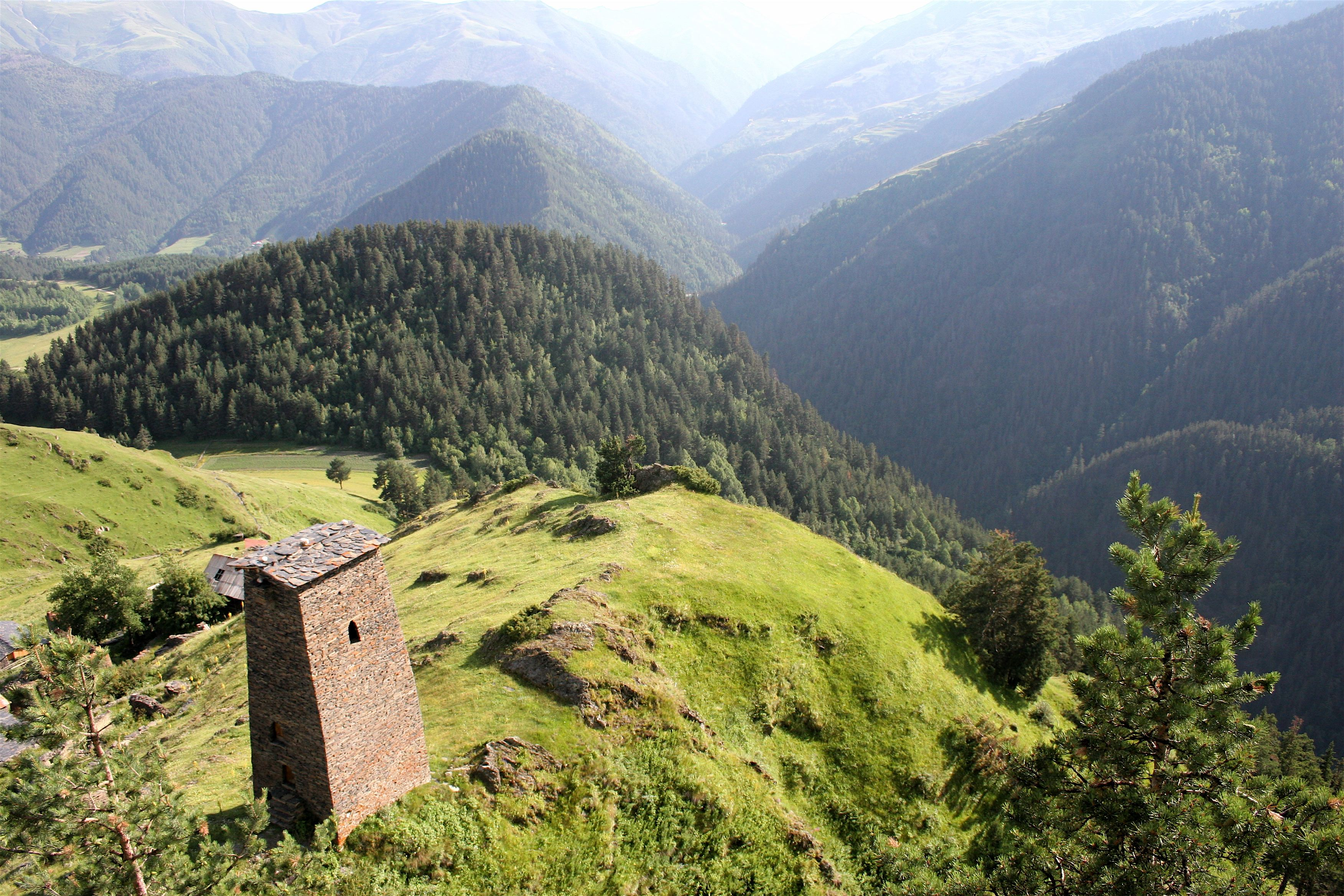
Keselo, Tuszetia

Tradycyjnie Tuszeci trudnią się wypasem owiec. Tuszetia słynęła niegdyś z sera i wysokiej jakości wełny, które eksportowano do Rosji i Europy. Również dzisiaj wypas owiec i bydła jest główną gałęzią gospodarki w tuszeckich górach. Miejscowi pasterze spędzają miesiące letnie na terenach górzystych, ale zimą mieszkają w niżej położonych wioskach, takich jak Zemo Alwani czy Kwemo Alwani. Ich tradycje i zwyczaje podobne są do tych, które kultywują pozostali mieszkańcy wschodniogruzińskiego Kaukazu (zob. Chewsuretia).
Tuszetia jest jednym z najmniej ekologicznie skażonych regionów Kaukazu, co czyni ją atrakcyjnym miejscem na trekking.
Wieprzowina jest w Tuszetii zakazana. Rolnicy nie hodują trzody chlewnej, a podróżnikom odradza się zabierania do regionu produktów wieprzowych. Jednakże będąc poza Tuszetią, miejscowa ludność nie powstrzymuje się od jedzenia wieprzowiny.
W 2007 roku Tuszetia została wpisana na gruzińską listę informacyjną UNESCO – listę obiektów, które Gruzja zamierza rozpatrzyć do zgłoszenia do wpisu na listę światowego dziedzictwa UNESCO. 